# (118) Peito
(118) Peitho és un asteroide que pertany al cinturó d'asteroides descobert el 15 de març de 1872 per Karl Theodor Robert Luther des de l'observatori de Düsseldorf-Bilk, Alemanya. Es va anomenar així per Peito, un personatge de la mitologia grega. Orbita a una distància mitjana de 2,438 ua del Sol, i pot apropar-se fins a 2,04 ua. La seva inclinació orbital és 7,742° i l'excentricitat 0,1632. Triga a completar una òrbita al voltant del Sol 1.390 dies.